# どんぐり銀行
どんぐり銀行（どんぐりぎんこう）とは、ドングリを産出する樹木を増やす目的で、銀行の仕組みを模して、利用者が各種のドングリを集め、翌年、苗木として受け取り植える、子供らが参加しやすい緑化運動のこと。

## 概要
どんぐり銀行を行う団体は、“預金者”である子供などの利用者にドングリを集めてもらい、集めたドングリの幾らかを発芽させ、苗木にしてその地に戻し、利用者は自宅の庭やベランダなど適宜植え付ける。苗木に育てたドングリ以外は、工作の材料にしたり、養豚業の飼料にし糞から肥料を得たり、産業廃棄物の埋め立て地に撒いて緑化に用いたりする。山火事の跡地や砕石跡地の緑化に用いられたこともある。どんぐり集めは主に子供らが行うため、野生動物の餌となる分のドングリを取ることも少ないという。
この運動は行政機関や民間団体によって主催される。
運動は、1992年に香川県西部林業事務所長の松下芳樹が「子どもたちに楽しみながら森の大切さを伝えることができること」、「すぐに効果が出る森林保全ではないけれど、自然との触れ合いを通じて森を守る大人に育ってもらえれば」と考え、発案した。
香川県でどんぐり銀行が誕生した背景には、香川はマツ林が里山の主たる植生を成すが、1975年頃から松食い虫（マツ材線虫病）が蔓延し、マツが枯れ始め、その地が採土、採石場に開発されたり、更に一部で産業廃棄物が不法投棄されるなどして森林の荒廃がおき、人々が森に関心を持つ森林保全が必要となったためである。
その後、1995年に神戸、1996年に高知県大川村などにどんぐり銀行は広まった。神戸では、阪神・淡路大震災の復興で多くの樹木が切り倒されたため、その復興として行われた。
ある銀行は、スタジオジブリのキャラクターグッズ店のベネリックが賛同して、その「どんぐり共和国」の多数の店舗に“銀行出張所”が設けられている。
ドングリの受け入れ（預け入れ）に関しては、水に沈む新しいドングリのみの持参と拾った場所の届け出を条件としたり、遠隔地からのドングリの受け入れに際して遺伝子の撹乱(遺伝子汚染)を防ぐために地元での緑化に用いないよう配慮を行う銀行もある。

## 関連書籍
- 佐藤ヒロシ (1997). ぼくらのドングリランド. 佼成出版社. ISBN 9784333018499（絵本）